# Zaidu Sanusi
Zaidu Muhammed Sanusi, mais conhecido apenas como Zaidu (Jega, 13 de junho de 1999) é um futebolista nigeriano que atua como lateral-esquerdo. Atualmente, joga pelo Porto.

## Carreira

### Início
Nascido em Jega, uma região do estado de Kebbi na Nigéria, Zaidu iniciou sua carreira no clube local Jega United. Ao jogar um torneio de oito equipes, foi observado por dois empresários, um que representava o Porto e outro o Gil Vicente. Zaidu antes de decidir para onde ia, conversou com seu irmão mais velho que o aconselhou a ir para o Gil Vicente porque achava que no clube portista iria jogar na categoria Sub-19, sem saber se iria ascender ao time principal, enquanto nos Barcelenses iriam disputar a Segunda Liga. Quando Zaidu assinou com o Gil Vicente em 2016, estava usando uma camisa do Porto na hora que foi dada por seu empresário.

### Gil Vicente e Mirandela
Zaidu chegou ao Galo em 2016, mas logo foi repassado ao Mirandela para temporada 2016–17 onde fez 17 aparições pelo clube. Depois foi levado ao Deportivo Aves e cedido novamente ao Mirandela por empréstimo para a temporada 2017–18. Seu destaque continuo lhe rendeu sua compra definitiva pelo clube de Miranda na temporada de 2018–19, onde marcou três gols em 35 partidas pelo emblema de Bragança.

### Santa Clara

#### 2019–20
Após mais uma boa temporada pelo alvinegros, foi contratado e anunciado pelo Santa Clara 24 de junho de 2019. Em 5 de junho, concedeu uma assistência para Thiago Santana fazer o primeiro gol da vitória por 3–2 sobre o Braga na 25 rodada da Primeira Liga. Seu único gol pelo Santa foi em 23 de junho de 2020, na emocionante vitória por 4–3 sobre o Benfica, sendo essa a primeira vitória da história do clube açoriano no Estádio da Luz. Fez apenas uma temporada pelo clube mas que foi boa, disputando 27 jogo e fazendo um gol antes rumar ao Porto.

### Porto

#### 2020–21
Em 30 de agosto 2020, foi anunciado pelo Dragão como terceiro reforço do clube na temporada e assinou contrato até 2025.  Sua estreia pelo Porto foi em 9 de setembro de 2020, na vitória de 2–1 sobre o Braga na estreia da Primeira Liga.
Seu primeiro gol com a camisa portista foi em 25 de novembro de 2020, tendo feito o primeiro da vitória de 2–0 sobre o Marseille, na 4ª rodada da fase de grupos da Liga dos Campeões. A boa atuação nessa rodada lhe rendeu uma presença no time da rodada da Champions. Em 5 de dezembro, fez o primeiro gol do Dragão na emocionante vitória por 4–3 sobre o Tondela na 9ª rodada. Nessa partida, Zaidu chegou à 35 km percorridos. Com a saída de Alex Telles na temporada para o Manchester United, assumiu a titularidade da posição e disputou 41 jogos em sua primeira temporada pelo Porto.

#### 2021–22
Em 4 de abril, fez o último gol da vitória por 3–0 sobre o Santa Clara, não tendo comemorado em respeito por ter já ter visto a camisa do clube. Em abril, era o jogador com mais quilômetros corridos na Liga dos Campeões, com 96,8 km, uma média de 10,7 km por jogo.
Em 7 de maio, fez o gol que garantiu o título da Primeira Liga ao Dragão ao marcar aos 94 minutos de jogo na vitória de 1–0 sobre o Benfica na 33ª rodada, tendo se emocionado após tê-lo feito, além de ser eleito o homem do jogo e o seu gol sido eleito o mais bonito da rodada. Após gol, Zaidu disse:
| “                            | As emoções que vivemos no último sábado são difíceis de descrever e não há muitas palavras que possam traduzir aquilo que este sonho cumprido representou. Foi o dia mais feliz da minha vida, o golo mais importante da minha carreira, a noite mais incrível que vivi", escreveu na sua conta no Instagram, dando conta do apoio que tem recebido por parte dos adeptos portistas: "Nunca me esquecerei de tantas manifestações de carinho, nunca apagarei da minha memória o mar azul que festejou connosco. Estou muito grato. Foi o meu primeiro campeonato e terá sempre um lugar muito especial na minha vida. Somos campeões | ” |
| — Zaidu, em sua rede social. | |   |

Na altura da temporada, atuou em 38 jogos e fez três gols, repetindo sua temporada mais goleadora da carreira. Devido à suas boas atuações, foi especulado em Clubes da Premier League como Brighton e Crystal Palace.

#### 2022–23
Fez um dos gols da vitória por 2–0 sobre o Bayer Leverkusen em 4 de outubro, na 3ª rodada da fase de grupos da Liga dos Campeões.

#### 2023–24
Em 17 de fevereiro, em partida contra o Estrela da Amadora pela 22ª rodada da Primeira Liga, acabou lesionando-se com gravidade no joelho esquerdo e saiu no primeiro tempo, tendo sido anunciado posteriormente que perderia o restante da temporada.

## Seleção Nigeriana
Sua primeira convocação e estreia na seleção deu-se no amistoso contra a Argélia em 13 de outubro de 2020, onde as Super Águias perderam de 1–0, mas Zaidu foi elogiado por conseguir anular o principal atleta do país, Riyad Mahrez.
Integrou o elenco de 28 jogadores convocados para representar a Nigéria na Campeonato Africano das Nações de 2021. Também foi convocado para dois jogos preparatórios nos Estados Unidos visando a CAN 2023, contra o México em 28 de maio e Equador em  2 de junho.
Em dezembro de 2023, figurou na lista final das Águias para o Campeonato Africano das Nações de 2023, disputado em 2024. Apesar de ter chegado à final, a Nigéria acabou derrotada pela Costa do Marfim por 2–1 de virada, onde Zaidu acabou falhando no lance do gol de Franck Kessié que empatou a partida.

## Vida pessoal
Em junho de 2021, foi recebido para um jantar pelo então senador de seu estado natal Kebbi,  Abubakar Atiku Bagudu, como forma de agradecer a boa influência de Zaidu ao levar o nome do local ao mundo e servir de exemplo para as pessoas.

## Estilo de jogo
Zaidu destaca-se por sua grande velocidade, chegando a bater 35 km/h em um jogo. Também é descrito por ser forte, inteligente, ter boa leitura de jogo e obediência tática, podendo também atuar como ponta embora prefira a lateral.

## Estatísticas

### Seleção Nigeriana
Atualizadas até dia 12 de fevereiro de 2024.

#### Principal
| Ano   | Jogos | Golos | Assist. |
| ----- | ----- | ----- | ------- |
| 2020  | 3     | 0     | 1       |
| 2021  | 3     | 0     | 0       |
| 2022  | 6     | 0     | 1       |
| 2023  | 3     | 0     | 1       |
| 2024  | 7     | 0     | 0       |
| Total | 22    | 0     | 3       |

## Títulos

#### Porto
- Primeira Liga: 2021–22
- Supertaça Cândido de Oliveira: 2020, 2022
- Taça de Portugal: 2021–22, 2022–23
- Taça da Liga: 2022-23